# 黑色安息日 (专辑)
《黑色安息日》（英語：Black Sabbath）是英国摇滚乐队黑色安息日的首张专辑，在1970年2月13日于英国出版，1970年6月1日于美国出版，并分别在英國專輯排行榜、告示牌榜單上取得了第8名、第23名。虽然当时音乐界对该专辑不看好，但如今《黑色安息日》被广泛认为是首张重金属音乐专辑。